# Madimbania
Madimbania is een geslacht van rechtvleugeligen uit de familie veldsprinkhanen (Acrididae). De wetenschappelijke naam van dit geslacht is voor het eerst geldig gepubliceerd in 1953 door Dirsh.

## Soorten
Het geslacht Madimbania omvat de volgende soorten:
- Madimbania cephalicus Bolívar, 1889
- Madimbania madimbana Giglio-Tos, 1907